# Festival Volt
Le festival VOLT est un festival de musique annuel se déroulant à Sopron, en Hongrie.